# Pedro Cea
José Pedro Cea Urriza (Montevidéu, 1 de Setembro de 1900 - Montevidéu, 18 de Setembro de 1970) foi um futebolista do Uruguai que atuou na primeira metade do século XX. Foi o artilheiro de sua seleção na primeira Copa do Mundo. Cea é, ao lado dos húngaros Zoltán Czibor e Ferenc Puskás e do argentino Ángel Di María, um dos únicos jogadores a marcar gol tanto em final da Copa do Mundo como em final de Olimpíada.
Cea também foi o único presente em todas as partidas do Uruguai na saga dos "três títulos mundiais" entre 1924 e 1928, participando de todos os jogos da Celeste tanto nas Olimpíadas de 1924 como das de 1928. Por conta disso, ele está na seleta lista de futebolistas Campeões Olímpicos e também da Copa do Mundo. Quebrador de gelo na infância, era descrito como um jogador solidário e atlético, que não se intimidava com adversários rudes, sendo conhecido também por seu bom humor.
Apelidado de El Vasco ("O Basco"), em função de suas origens, e de El Empatador Olímpico, por ter feito o gol de empate prévio à vitória de virada do Uruguai na final da Copa do Mundo FIFA de 1930, Cea foi eleito pela Federação Internacional de Histórias e Estatísticas do Futebol como o nono melhor jogador uruguaio do século XX, e o 44º melhor da América do Sul no mesmo período.[carece de fontes?]

## Carreira em clubes

### Jogador
Cea começou no pequeno Lito. Estreou pela seleção uruguaia em 1923, quando ainda pertencia a este clube.[carece de fontes?] sem esconder sua paixão pelo Nacional, o que lhe valeu um convite dos tricolores para integrar a excursão realizada à Europa em 1925.
A excursão, no ano seguinte ao primeiro ouro olímpico do futebol uruguaio e sul-americano (no qual Cea participou), confirmou o valor do futebol uruguaio na Europa. 700 mil pessoas viram o Nacional ao longo de 38 partidas. Foram 130 gols marcados, somente 30 sofridos, com 26 vitórias e somente cinco derrotas. Cea marcou treze gols, dentre eles um na vitória por 5-1 sobre a seleção belga em Bruxelas; três na vitória por 6-0 sobre a seleção francesa em Paris; um na vitória por 4-0 sobre a seleção catalã em Barcelona; um na vitória por 5-0 sobre o Sporting Clube de Portugal na capital portuguesa; um no empate em 2-2 com o Celta de Vigo e outro na vitória por 3-0 sobre o Deportivo La Coruña, ambos também na casa adversária.[carece de fontes?]
Cea foi novamente emprestado ao Nacional para outra turnê internacional, em 1927, pelas Américas Central e do Norte. Fez cinco gols, incluindo dois na vitória por 3-1 sobre a seleção mexicana. Mas foi somente em 1928 que Cea enfim passou de forma oficial do Nacional. Naquele mesmo ano, o Lito, que chegara a ficar duas vezes em terceiro lugar no campeonato uruguaio em meados da década de 1920, acabou rebaixado, não retornando mais à elite.[carece de fontes?]
As excursões foram o melhor momento de Cea pelo Nacional. Entre sua vinda e sua saída, em 1935, o clube foi campeão uruguaio somente em 1933 e em 1934,[carece de fontes?] a única campanha vitoriosa em que atuou em algumas partidas; o Peñarol foi bicampeão em 1928-1929, não houve campeonato em 1930 em função da Copa do Mundo realizada no país naquele ano, o Montevideo Wanderers venceu em 1931 e o Peñarol, novamente em 1932.[carece de fontes?]
Cea chegou ao Nacional de forma oficial já veterano e participava mais das partidas entre quadros reservas. Em uma delas, contra os reservas do Peñarol, falou alto ao colega Héctor Castro, também campeão mundial em 1930, que "jogue pelo meio, que o Peñarol não pôs ninguém aí", em provocação a Lorenzo Fernández, adversário que havia sido colega deles na Copa do Mundo. Fernández ouviu e respondeu "e eu, quem sou?", no que Cea retrucou: "você não é ninguém". O trio teria trocado diversas jogadas ríspidas na partida, mas ao final saíram os três abraçados.
El Vasco era torcedor tricolor de modo tão fervoroso que declarou publicamente que jamais visitaria a sede do rival Peñarol. Só quebrou o juramento uma vez, para a surpresa geral dos presentes: foi em 1957 no velório de Álvaro Gestido, outro ex-colega da Copa do Mundo FIFA de 1930. "Vocês nunca poderão saber que classe de homem perderam. Perdas assim são impossíveis de se empatar", declarou o homem também conhecido como Empatador Olímpico. "Álvaro Gestido foi meu amigo e devo a ele ter sido campeão do mundo em 1930. Me custou vir, mas não devia faltar. É uma dívida de honra estar nesta homenagem. Porque, ademais, lhe direi, foi o maior de todos os peñarolenses como jogador, como pessoa, como atleta e como peñarolense" foi sua famosa resposta à indagação feita a respeito de sua presença.

## Seleção
Cea estreou pela seleção em 4 de novembro de 1923, em vitória por 2-0 sobre o Paraguai pela Copa América daquele ano, quando ainda defendia o pequeno Lito. O Uruguai foi campeão, com Cea marcando um gol, o da vitória por 2-1 sobre o Brasil. O título classificou os uruguaios para as Olimpíadas de 1924.[carece de fontes?]

### Ciclo Olímpico

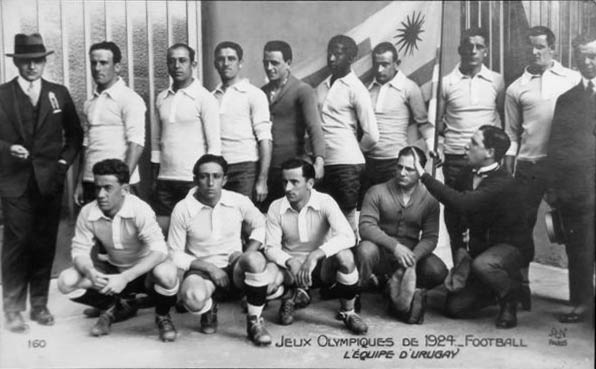
Seleção Uruguaia que foi campeã olímpica de 1924. Cea é o terceiro jogador em pé, logo antes do goleiro Andrés Mazali.

A Seleção Uruguaia foi a primeira a demonstrar a nível mundial um bom futebol sem pertencer à Europa, conseguindo um bicampeonato olímpico quando o futebol nos Jogos Olímpicos era a principal competição internacional deste esporte. A façanha se deu em duas edições seguidas, em 1924, em Paris, e em 1928, em Amsterdã. O Uruguai recebeu então o apelido de Celeste Olímpica e acabaria eleito para sediar a primeira Copa do Mundo FIFA, em 1930.
A seleção uruguaia ficou marcada por passes de pé em pé e toques precisos em contraposição ao estilo de chutões e de força física dos europeus. Mas, apesar dos títulos olímpicos virem em duas edições seguidas, somente cinco jogadores fizeram parte de ambas as conquistas: José Nasazzi, José Leandro Andrade, Héctor Scarone, Héctor Castro e Cea. Os cinco estiveram também na Copa do Mundo FIFA de 1930, mas somente Cea esteve em todas as partidas das três conquistas mundiais.
Nas Olimpíadas de Paris, Cea fez quatro gols: o quarto e o sétimo no 7-0 na estreia contra a Iugoslávia, o primeiro da vitória de virada por 2-1 sobre os Países Baixos nas semifinais e o segundo na vitória por 3-0 na decisão contra a Suíça.[carece de fontes?]

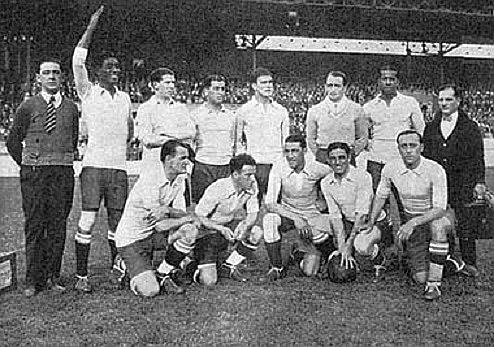
Seleção Uruguaia que foi campeã olímpica de 1928. Cea é o penúltimo jogador agachado.

Após essa partida, os uruguaios deram uma volta completa no campo, andando pela pista lateral e acenando para a plateia, inaugurando o gesto que ficaria conhecido como "volta olímpica", repetido por eles nas duas conquistas mundiais seguintes e posteriormente adotado por todos os países.
Ainda em 1924, o Uruguai também ganhou a Copa América daquele ano, com Cea entre os titulares. Na competição, marcou o terceiro gol na vitória por 3-1 sobre o Paraguai. A Celeste não participou da edição de 1925, voltando em edição de 1926 e sendo campeão, mas sem a inclusão de Cea entre os convocados.[carece de fontes?]
Na edição de 1927, o Uruguai, novamente sem Cea, foi vice-campeão para a Argentina. A colocação bastou para qualificar a Celeste às Olimpíadas de 1928. Já nos jogos de Amsterdã, Cea foi convocado. Marcou um único gol, o primeiro dos uruguaios na vitória de virada por 3-2 sobre a Itália na semifinal.[carece de fontes?]

### Copa do Mundo de 1930

Cea marca o gol de empate na semifinal contra a Iugoslávia, derrotada de virada por 6-1.

Cea já era um veterano na ocasião da primeira Copa do Mundo e inicialmente não tinha sua participação esperada. Para participar, submeteu-se a um rigoroso treinamento pessoal. Mas a estreia terminou criticada, em vitória magra de 1-0 sobre o Peru, partida que inaugurou oficialmente o estádio Centenário contra uma seleção criada apenas três anos antes, terminando de forma decepcionante à plateia. O jornal El País escreveu que "Os Deuses estão cansados!". Na partida seguinte, porém, a Celeste ressurgiu em um 4-0 sobre a Romênia, com todos os gols surgindo nos primeiros 35 minutos. Cea fez o último.
Na semifinal, contra a Iugoslávia, Cea marcou metade dos gols na vitória de virada por 6-1: o do empate, aos 19 minutos do primeiro tempo, e os dois últimos, respectivamente aos 21 e 27 minutos da segunda etapa. Os adversários criticaram fortemente a arbitragem brasileira, contestando a não marcação de um pênalti quando ainda venciam a partida e a validade de dois gols uruguaios, mas não os de Cea.
Na decisão, contra a Argentina, Cea teve participação ativa especialmente nos dois primeiros gols. No primeiro, que também foi o primeiro lance de perigo na partida, El Vasco recebeu pela meia direita, na risca da grande área, e levou a bola para o centro, perseguido pela defesa argentina.

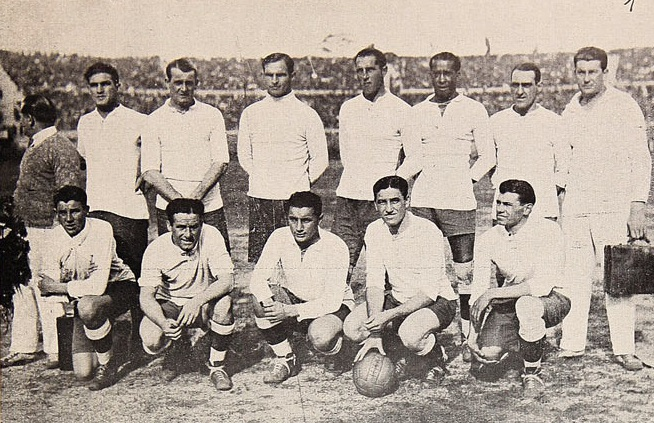
Seleção uruguaia antes da final da primeira Copa do Mundo. Cea é o penúltimo agachado.

Antes que chutasse, o colega Héctor Castro se a antecipou e tocou a bola para Pablo Dorado, que havia ficado desmarcado. Dorado chutou cruzado, entre as pernas do goleiro Juan Botasso, e abriu o placar. Os argentinos passaram à frente ainda no primeiro tempo, e Cea empatou o jogo aos 13 minutos da segunda etapa. Marcou de carrinho, para completar passe de Héctor Scarone, que estava acossado por dois argentinos. Cea, assim, acabaria recebendo outro apelido, o de El Empatador Olímpico.
Cea jogou pela última vez pelo Uruguai em 4 de dezembro de 1932, em derrota de 2-1 em Montevidéu para o Brasil pela Copa Rio Branco.[carece de fontes?]

## Após parar de jogar
Além disso, foi o treinador da Seleção Uruguaia nos campeonatos sul-americanos de 1941 e 1942, sendo vice-campeão e campeão, respectivamente. Posteriormente, virou comentarista esportivo. Quando faleceu, foi velado na sede do Nacional.

## Títulos

### Jogador
- Copa América: 1923 e 1924
- Futebol nos Jogos Olímpicos: 1924 e 1928
- Copa do Mundo FIFA: 1930
- Campeonato Uruguaio: 1934

### Treinador
- Copa América: 1942